# Bokashi
Bokashi (en japonés: Materia orgánica fermentada) es un abono orgánico sólido, producto de un proceso de fermentación (proceso anaeróbico ) que acelera la degradación de la materia orgánica (animal y vegetal) y también eleva la temperatura, permitiendo la eliminación de patógenos (pasteurización). Este proceso es más acelerado que el compostaje y permite obtener un abono entre 12 y 21 días.
En sus inicios, los japoneses preparaban este abono empleando sus propios excrementos con la finalidad de aplicarlos a sus arrozales. La técnica se basa fundamentalmente en la activación de las levaduras agregadas y los microorganismos que se encuentran en los materiales empleados en la preparación del abono. La aplicación de este abono aumenta la biodiversidad microbiológica de los suelos.

## Materiales empleados
Los siguientes materiales hacen referencia a aquellos empleados tradicionalmente en la fabricación del bokashi. En la actualidad existen "recetas" adaptadas a diferentes regiones y circunstancias.

### Gallinaza o estiércol
Es la fuente principal de nitrógeno y de otros nutrientes como fósforo, potasio, calcio, magnesio, hierro, manganeso, cobre, zinc y boro. Aporta el inóculo microbiológico y otros materiales orgánicos que ayudan a mejorar las características biológicas del suelo.

### Cascarilla de arroz
Mejora las características físicas del suelo, facilita la aireación, retiene humedad y filtra los nutrientes. Aporta silicio, favoreciendo la resistencia de las plantas a plagas y enfermedades. Semi-calcinada o carbonizada aporta silicio, potasio, fósforo y trazas de otros minerales. Puede ser sustituida por cascarilla o pulpa de café o bagazo de caña o paja, siempre que estén bien secos.

### Carbón vegetal
Mejora la estructura del suelo (característica física), lo que favorece la distribución de las raíces, la aireación y la absorción de calor y humedad. Es importante la uniformidad del tamaño de las partículas del carbón vegetal, ya que solo así se garantiza la producción de un bokashi de buena calidad.

### Melaza
Favorece la multiplicación de los microorganismos encargados de la fermentación. Es la principal fuente de energía para los mismos. También aporta nutrientes como potasio y micronutrientes como manganeso, zinc y boro.

### Levadura y manto forestal
Constituye la principal fuente de inóculo microbiológico. Una vez obtenido el bokashi, se recomienda guardar un poco de este para futuras elaboraciones y así evitar la extracción de manto forestal.

### Tierra común
Tiene la función de darle homogeneidad al bokashi y aumentar el volumen del medio para desarrollar la actividad microbiológica. Dependiendo de su origen puede aportar diversos tipos de arcilla, microorganismos y minerales. Es conveniente tamizarla para eliminar piedras y dar uniformidad de tamaño a las partículas.

### Cal agrícola
Controla la acidez durante el proceso de fermentación además de aportar calcio. Se han encontrado casos exitosos donde se sustituye la cal con ceniza de maderas no resinosas.

### Agua
Fuente de humedad, aunque se debe controlar y evitar su exceso.

## Diferencia entre bokashi y composta
La principal diferencia está en que el compost necesita 90 días aproximadamente para estar en óptimas condiciones de uso, mientras que el bokashi es resultado del proceso de fermentación y tarda 14 días o más. Las temperaturas alcanzadas durante el proceso (70 °C) permiten la eliminación de patógenos. Por otra parte, el bokashi busca activar y aumentar los microorganismos benéficos en el suelo, nutre los cultivos y al mismo tiempo suple de alimentos a los microorganismos (materia orgánica parcialmente descompuesta). La eliminación de patógenos se realiza debido a actividad de los microorganismos benéficos y al proceso de fermentación alcohólica con temperaturas de entre 40-55 °C.